# Episodi di Tatort
In Italia sono andati in onda solo alcuni degli oltre 1000 episodi prodotti della serie Tatort. Odeon TV nel 1988, Telemontecarlo/LA7 dal 1997 al 2005, e in seguito alcune TV locali fino al 2014, trasmisero gli episodi (sia della serie che dello spin-off) del ciclo Schimanski. Altri episodi sono stati trasmessi da Rete 4 dal 17 febbraio 2016 al 3 gennaio 2017 (ciclo Tschiller-Gümer) e da Giallo dal 7 gennaio 2018 (ciclo Eisner-Fellner) e dal 5 settembre 2021 (ciclo Gorniak-Winkler).
| N.   | Titolo originale          | Titolo italiano           | Investigatori   | Canale | Prima TV originale | Prima TV Italia   |
| ---- | ------------------------- | ------------------------- | --------------- | ------ | ------------------ | ----------------- |
| 793  | Vergeltung                | Il contrappasso           | Eisner-Fellner  | Giallo | 6 marzo 2011       | 7 gennaio 2018    |
| 802  | Ausgelöscht               | Caso archiviato           | Eisner-Fellner  | Giallo | 29 maggio 2011     | 14 gennaio 2018   |
| 827  | Kein Entkommen            | Nessuna via d'uscita      | Eisner-Fellner  | Giallo | 5 febbraio 2012    | 21 gennaio 2018   |
| 832  | Falsch verpackt           | Scatole cinesi            | Eisner-Fellner  | Giallo | 25 marzo 2012      | 28 gennaio 2018   |
| 863  | Zwischen den Fronten      | Tra due fuochi            | Eisner-Fellner  | Giallo | 17 febbraio 2013   | 4 febbraio 2018   |
| 865  | Willkommen in Hamburg     | Legittima difesa          | Tschiller-Gümer | Rete 4 | 10 marzo 2013      | 17 febbraio 2016  |
| 874  | Unvergessen               | Ricordi                   | Eisner-Fellner  | Giallo | 20 maggio 2013     | 11 febbraio 2018  |
| 881  | Angezählt                 | Un conto in sospeso       | Eisner-Fellner  | Giallo | 15 settembre 2013  | 18 febbraio 2018  |
| 902  | Abgründe                  | Il lato oscuro            | Eisner-Fellner  | Giallo | 2 marzo 2014       | 25 febbraio 2018  |
| 903  | Kopfgeld                  | La vendetta di Nick       | Tschiller-Gümer | Rete 4 | 9 marzo 2014       | 24 febbraio 2016  |
| 914  | Paradies                  | Partenze                  | Eisner-Fellner  | Giallo | 31 agosto 2014     | 22 ottobre 2018   |
| 930  | Deckname Kidon            | Nome in codice Kidon      | Eisner-Fellner  | Giallo | 4 gennaio 2015     | 29 ottobre 2018   |
| 938  | Grenzfall                 | Morte al confine          | Eisner-Fellner  | Giallo | 8 marzo 2015       | 12 novembre 2018  |
| 950  | Gier                      | Avidità                   | Eisner-Fellner  | Giallo | 7 giugno 2015      | 5 novembre 2018   |
| 969  | Der große Schmerz         | Ore contate               | Tschiller-Gümer | Rete 4 | 1º gennaio 2016    | 27 dicembre 2016  |
| 970  | Fegefeuer                 | Scambio di ostaggi        | Tschiller-Gümer | Rete 4 | 3 gennaio 2016     | 3 gennaio 2017    |
| 974  | Sternschnuppe             | Stella cadente            | Eisner-Fellner  | Giallo | 7 febbraio 2016    | 19 novembre 2018  |
| 978  | Auf einen Schlag          | L'ultimo omaggio          | Gorniak-Winkler | Giallo | 6 marzo 2016       | 5 settembre 2021  |
| 992  | Die Kunst des Krieges     | L'arte della guerra       | Eisner-Fellner  | Giallo | 4 settembre 2016   | 26 novembre 2018  |
| 995  | Der König der Gosse       | La guerra dei poveri      | Gorniak-Winkler | Giallo | 2 ottobre 2016     | 12 settembre 2021 |
| 1008 | Schock                    | Shock                     | Eisner-Fellner  | Giallo | 22 gennaio 2017    | 3 dicembre 2018   |
| 1020 | Wehrlos                   | Oltre lo schermo          | Eisner-Fellner  | Giallo | 23 aprile 2017     | 17 dicembre 2018  |
| 1024 | Level X                   | Omicidio in diretta       | Gorniak-Winkler | Giallo | 11 giugno 2017     | 19 settembre 2021 |
| 1026 | Virus                     | Virus                     | Eisner-Fellner  | Giallo | 27 agosto 2017     | 10 dicembre 2018  |
| 1035 | Auge um Auge              | Occhio per occhio         | Gorniak-Winkler | Giallo | 12 novembre 2017   | 26 settembre 2021 |
| 1043 | Die Faust                 | Il pugno                  | Eisner-Fellner  | Giallo | 14 gennaio 2018    | 6 gennaio 2020    |
| 1045 | Déjà-vu                   | Déjà-vu                   | Gorniak-Winkler | Giallo | 28 gennaio 2018    | 23 marzo 2022     |
| 1059 | Wer jetzt allein ist      | Trappola in rete          | Gorniak-Winkler | Giallo | 21 maggio 2018     | 30 marzo 2022     |
| 1068 | Her mit der Marie!        | Un colpo finito male!     | Eisner-Fellner  | Giallo | 14 ottobre 2018    | 30 dicembre 2019  |
| 1080 | Wahre Lügen               | Mezze verità              | Eisner-Fellner  | Giallo | 13 gennaio 2019    | 20 gennaio 2020   |
| 1092 | Das Nest                  | Il nido                   | Gorniak-Winkler | Giallo | 28 aprile 2019     | 6 aprile 2022     |
| 1097 | Glück allein              | Una famiglia modello      | Eisner-Fellner  | Giallo | 2 giugno 2019      | 13 gennaio 2020   |
| 1100 | Nemesis                   | Nemesi                    | Gorniak-Winkler | Giallo | 18 agosto 2019     | 13 aprile 2022    |
| 1110 | Baum fällt                | Le radici dell'odio       | Eisner-Fellner  | Giallo | 24 novembre 2019   | 27 gennaio 2020   |
| 1127 | Die Zeit ist gekommen     | Il momento della verità   | Gorniak-Winkler | Giallo | 5 aprile 2020      | 20 aprile 2022    |
| 1136 | Pumpen                    | Mens sana in corpore sano | Eisner-Fellner  | Giallo | 6 settembre 2020   | 17 marzo 2021     |
| 1141 | Krank                     | Medicina amara            | Eisner-Fellner  | Giallo | 25 ottobre 2020    | 10 marzo 2021     |
| 1144 | Parasomnia                | Incubi                    | Gorniak-Winkler | Giallo | 15 novembre 2020   | 27 aprile 2022    |
| 1149 | Unten                     | I senzatetto              | Eisner-Fellner  | Giallo | 20 dicembre 2020   | 15 gennaio 2024   |
| 1155 | Rettung so nah            | Salvatori minacciati      | Gorniak-Winkler | Giallo | 7 febbraio 2021    | 27 ottobre 2022   |
| 1161 | Die Amme                  | Una madre                 | Eisner-Fellner  | Giallo | 14 marzo 2021      | 22 gennaio 2024   |
| 1167 | Verschwörung              | Cospirazione              | Eisner-Fellner  | Giallo | 9 maggio 2021      | 29 gennaio 2024   |
| 1174 | Unsichtbar                | Invisibile                | Gorniak-Winkler | Giallo | 17 ottobre 2021    | 3 novembre 2022   |
| 1203 | Das kalte Haus            | La casa fredda            | Gorniak-Winkler | Giallo | 6 giugno 2022      | 10 novembre 2022  |
| 1211 | Das Tor zur Hölle         | La porta per l'inferno    | Eisner-Fellner  | Giallo | 2 ottobre 2022     | 31 ottobre 2024   |
| 1217 | Katz und Maus             | Il gatto e il topo        | Gorniak-Winkler | Giallo | 20 novembre 2022   | 11 marzo 2023     |
| 1226 | Was ist das für eine Welt | Codice di comportamento   | Eisner-Fellner  | Giallo | 26 febbraio 2023   | 5 febbraio 2024   |
| 1239 | Azra                      | Azra                      | Eisner-Fellner  | Giallo | 29 maggio 2023     | 12 febbraio 2024  |